# Mutual FC
Der Mutual FC ist ein Verein aus Hongkong und wurde 1995 gegründet. Aktuell spielt der Verein in der höchsten Liga des Landes, der Hong Kong First Division League. Seine Heimspiele trägt der Verein auf dem Hammer Hill Sportplatz aus. Nach Start in der 3. Liga, 1995/96, folgte schon am Ende der Saison der Aufstieg in die 2. Liga. 2007/08 gelang schließlich als Meister der 2. Liga der Aufstieg ins Oberhaus.

## Vereinserfolge

### National
- Hong Kong 2nd Division League

Meister und Aufstieg 2007/08
- Hong Kong 3rd Division League

Meister und Aufstieg 1996/1997